# Diasemia completalis
Diasemia completalis là một loài bướm đêm trong họ Crambidae.